# الضخم (عفرين)
الضخم أو قوجه مانلي (بالكردية: Qujûma‏) سابقًا هي قرية سوريّة تتبع إداريّاً لمحافظة حلب منطقة عفرين ناحية جنديرس. بلغ تعداد سكانها 635 نسمة حسب التعداد السكاني لعام 2004، و1,208 نسمة حسب قيود السجل المدني لنهاية عام 2005.